# Welsh Springer Spaniel
Der Welsh Springer Spaniel  (Welsh: Llamgi Cymru) ist eine von der FCI (Nr. 126, Gr. 8, Sek.2) anerkannte britische Hunderasse.

## Herkunft und Geschichtliches
Der Springer Spaniel ist wohl ursprünglich in Wales beheimatet. Er zählt zu den ältesten Jagdhundrassen Großbritanniens und wird als Vorfahre aller Spaniels (bis auf den Clumber Spaniel) betrachtet. In der Vergangenheit sollte er das Wild in Stellnetze oder offenes Gelände treiben, um es für die Windhunde und Falken jagdbar zu machen. Der Name leitet sich von der englischen Beschreibung ab: They spring game into open (Durch seine kraftvollen Sprünge treibt er das Wild aus der Deckung). Heute ist er ein Stöberer und Apportierhund und wird auch im Hundesport eingesetzt. Eng verwandt ist er mit dem English Springer Spaniel.

## Beschreibung
Das Haarkleid des bis 48 cm großen Welsh Springer Spaniel besteht aus halblangem, dichtem, geradem, seidigem Haar, welches schmutzabweisend ist. Locken sind nicht erlaubt. Auf perlweißem Untergrund trägt er eine tiefrote Zeichnung. Die Ohren, die Brust, der Bauch und die Beine sind dichter behaart. Der Körper ist kompakt, kräftig und ausgeglichen. Der Welsh Springer Spaniel ist kürzer und kleiner als der English Springer Spaniel. Sein Rücken ist kurz und gerade, und seine Schnauze ist eckig. Seine mittelgroßen, mandelförmigen Augen sind haselnuss- oder dunkelbraun. Die Rute wird unterhalb der Rückenhöhe getragen und die relativ kleinen Ohren haben einen tiefen Ansatz, hängen dicht an den Wangen herab und laufen am Ende spitz zu.

## Wesen
Der Welsh Springer Spaniel ist intelligent, sanftmütig, ausgeglichen, gehorsam und folgsam, gesellig, fröhlich und freundlich. Er besitzt einen ausgeprägten Jagdinstinkt, ist flink und manchmal etwas stur. Er besitzt einen ausgezeichneten Geruchssinn und schlägt auch an.

## Pflege
Der Welsh Springer Spaniel sollte, wie alle anderen Spanielrassen auch, regelmäßig getrimmt werden (ca. alle 8 Wochen). Darunter versteht man das Schneiden und Kürzen der Haare auf und unter den Pfoten, auf und unter den Ohren, der Rute und des Halses.
Da der Welsh Springer Spaniel ursprünglich ein Jagdhund war bzw. noch ist, braucht er viel Bewegung, um fit zu bleiben. Gibt man ihm diese – er apportiert und schwimmt gerne – dann verhält er sich in der Wohnung ruhig.

## Verwendung
Jagd- und Familienhund